# Tiaong
Tiaong è una municipalità di prima classe delle Filippine, situata nella Provincia di Quezon, nella regione di Calabarzon.
Tiaong è formata da 31 baranggay:
- Anastacia (Tagbak)
- Aquino
- Ayusan I
- Ayusan II
- Barangay I (Pob.)
- Barangay II (Pob.)
- Barangay III (Pob.)
- Barangay IV (Pob.)
- Behia
- Bukal
- Bula
- Bulakin
- Cabatang
- Cabay
- Del Rosario
- Lagalag

- Lalig
- Lumingon
- Lusacan
- Paiisa
- Palagaran
- Quipot
- San Agustin
- San Francisco
- San Isidro
- San Jose
- San Juan
- San Pedro
- Tagbakin
- Talisay
- Tamisian